# Parides gundlachianus
Parides gundlachianus är en fjärilsart som först beskrevs av Felder och R. Felder 1864.  Parides gundlachianus ingår i släktet Parides och familjen riddarfjärilar. Inga underarter finns listade i Catalogue of Life.
Arten förekommer i östra Kuba samt i en liten region på västra Kuba. Den vistas i låglandet och i bergstrakter upp till 1970 meter över havet. Habitatet utgörs av fuktiga skogar.
Larverna lever främst på piprankor (Aristolochia). De upptar giftiga ämnen från växten och är så olämpliga för de flesta predatorer. Vuxna exemplar syns främst under den torra perioden mellan september och maj. De besöker vanligen blommor av eldkrona (Lantana camara), Abarema maestrensis, Guaiacum officinale, violverbena (Verbena rigida), Eupatorium odoratum och Pithecellobium unguis-cati samt av släktet Bourreria. Exemplar i bergstrakter är allmänt större än individer i låglandet.
Skogsbruk som medför att skogarna blir glesare påverkar beståndet negativt. Guanahacabibes nationalpark ingår i utbredningsområdet men en särskild skyddszon i nationalparken skulle förbättra situationen. IUCN listar arten som nära hotad (NT).